# Benjamin Britten
Edward Benjamin Britten (Lowestoft, Suffolk, 22 november 1913 – Aldeburgh, Suffolk, 4 december 1976) was een Engelse componist, pianist en dirigent.

## Levensloop
Britten volgde les aan Gresham's School te Holt, Norfolk. Als kind componeerde hij ongeveer 800 werkjes. Hij had pianolessen bij Harold Samuel en compositieles bij Frank Bridge (Samuel en Bridge waren bevriend). Dankzij een beurs kon hij studeren aan het Royal College of Music in Londen bij John Ireland en Arthur Benjamin. Hij begon daar onder meer aan zijn Rondo concertante voor piano en strijkorkest, dat hij echter nooit voltooide.
Nadat hij al enige filmmuziek had geschreven voor documentaires, kwam zijn doorbraak door de uitvoering van Variations on a theme of Frank Bridge, dat zijn première kreeg op de Salzburger Festspiele in 1937. Door de daaropvolgende composities, met name Sinfonia da Requiem (1940) en Serenade (1943), werd hem de leidende rol in de Britse klassieke muziek toegedicht. Van 1939 tot 1942 woonde Britten in de Verenigde Staten. Een aldaar gestart klarinetconcert heeft hij nooit voltooid. In 1945 volgde de première van zijn tweede opera Peter Grimes, die leidde tot de erkenning van zijn dramatische kwaliteiten.
In 1947 formeerde Britten de English Opera Group, die opera's in première bracht van hemzelf en andere - vooral Britse - componisten als Lennox Berkeley, Malcolm Williamson, William Walton, Harrison Birtwistle en Thea Musgrave. Tot de groep behoorden vooraanstaande zangers, onder wie Kathleen Ferrier, Heather Harper, Peter Pears, Janet Baker en John Shirley-Quirk.
Britten richtte in 1948 het Aldeburgh Festival op. Op dat eerste festival voerde hij Frank Bridge's There is a willow grows aslant a brook uit in een eigen bewerking. In 1958 begon hij aan zijn nooit voltooide hommage aan Dennis Brain: In Memoriam Dennis Brain. Hij had diverse ontmoetingen met Dmitri Sjostakovitsj en Mstislav Rostropovitsj. Voor diens echtgenote Galina Visjnevskaja schreef hij de sopraanpartij in het War Requiem (1962). Andere bekende werken zijn: Les Illuminations (1939), The Young Person's Guide to the Orchestra (1946), A Midsummer Night's Dream (1960) bij het toneelstuk van William Shakespeare en de opera Death in Venice (1973).

## Persoonlijk
- Britten was overtuigd pacifist en weigerde dienst tijdens de Tweede Wereldoorlog op grond van gewetensbezwaren.
- Zijn levenspartner was de tenor Sir Peter Pears, voor wie hij veel werken schreef en die hij als pianist begeleidde.
- Hij verwierf de Order of Merit, de Order of the Companions of Honour en in 1976 de adellijke titel Baron van Aldeburgh.
- Een voorstel om hem in 1976 een eredoctoraat van de KU Leuven toe te kennen, stuitte op verzet vanwege een professor musicologie, omwille van Brittens homoseksualiteit.[bron?]

## Oeuvre

### Opera en toneelmuziek
- Timon van Athene, toneelmuziek (1935)
- Easter 1916, toneelmuziek (1935)
- Johnson over Jordan, toneelmuziek (1935)
- Stay Down Miner, toneelmuziek (1936)
- Agamemnon, toneelmuziek (1936)
- The Ascent of F6, toneelmuziek (1937)
- On the Frontier, toneelmuziek (1938)
- This Way to the Tomb, toneelmuziek (1945)
- Peter Grimes, opera op. 33, libretto Montagu Slater naar George Crabbes The Borough (1945)
- The Rape of Lucretia, opera (1946)
- Albert Herring, op. 39, kameropera (1947)
- The Beggar's Opera, op. 43, opera (1948)
- The Little Sweep, op. 45, opera (1949)
- Billy Budd, op. 50 (1951, herzien in 1960)
- Gloriana, op. 53, opera (1953)
- The Turn of the Screw, op. 54, opera (1954)
- The Prince of the Pagodas, op. 57, ballet (1956)
- Noye's Fludde, op. 59, opera (1957)
- A Midsummer Night's Dream, op. 64 (1960)
- Curlew River, op. 71, parabel (1964)
- The Burning Fiery Furnace, op. 77, parabel (1966)
- The Prodigal Son, op. 81, parabel (1968)
- Owen Wingrave, op. 85, opera (1970)
- Death in Venice, op. 88, opera (1973)

### Koorwerken
- A hymn to the Virgin (1930, herzien in 1934)
- Christ's Nativity (1931)
- Drie tweestemmige liederen (1932 - 1933, herzien in 1955)
- A Boy was Born, op. 3
- Twee tweestemmige liederen (1933)
- Friday Afternoons, op. 7 (1935)
- The Company of Heaven (1935)
- Mei (1934)
- Te Deum (1934) en aanvulling Jubilate Deo in Es
- Twee ballades (1937)
- Pacifist March (1937)
- Advance Democracy (1938)
- The world of the Spirit (1938)
- Ballad of Heroes, op. 14 (1939)
- A.M.D.G. ook wel Hopkins Settings, ex opus 17 (1939)
- Hymn to St Cecilia, op. 27 (1942)
- A ceremony of carols, op. 28 (1942)
- Rejoice in the lamb, op. 30 (1943)
- The Ballad of Little Musgrave and Lady Bernard (1943)
- A Shepherd's Carol (1944)
- Koraal naar een oud Frans kerstlied (1944)
- Festival Te Deum, op. 32 (1945)
- Deus in adjutorum meum (1945)
- Old Joe has Gone Fishing
- Song of the Fishermen
- Saint Nicolas, op. 42 (1948), cantate
- Spring Symphony, op. 44 (1949)
- A wedding anthem, op. 46 (1949)
- Vijf Bloemenliederen, op. 47 (1950)
- Koordansen uit Gloriana
- Hymn to St Peter, op. 56a (1955)
- Antifoon, op. 56b (1956)
- Cantata academica, op. 62 (1959)
- Missa Brevis, op. 63 (1959)
- Jubilate Deo (1961)
- Fancie (1961)
- War Requiem, op. 66 (1962)
- Psalm 150, op. 67 (1962)
- A hymn of St Columba (1962)
- De twaalf apostelen (1962)
- Cantata misericordium, op. 69 (1963)
- Voices for Today, op. 75 (1965)
- Sweet was the song the Virgin sung (1931, herzien in 1966)
- The Golden Vanity, op. 78 (1966)
- The Sycamore Tree (1967)
- A Wealden Trio (1967)
- Children's Crusade, op. 82 (1968)
- Sacred and Profane, op. 91 (1975)
- Welcome Ode, op. 95 (1976)

### Liederen
- Beware! (1925)
- Quatre Chansons Françaises (1928)
- The Birds (1929, herzien in 1934)
- The Ship of Rio (1932)
- A Poison Tree (1935)
- When you're feeling like expressing your affection (1935)
- Our Hunting Fathers, op. 8 (1936)
- Underneath the Abject Willow (1936)
- On this Island, op. 11 (1937)
- Cabaret Songs (1937)
- Not even summer yet (1937)
- To lie flat on the back with knees flexed (1937)
- Night covers up the rigid land (1937)
- Fish in the Unruffled Lakes (1938)
- The Red Cockatoo (1938)
- Les illuminations op. 18 (1939)
- Zeven sonnetten van Michelangelo, op. 22 (1940)
- Underneath the Abject Willow (1941)
- Song on the water (1942)
- Dirge for Wolfram (1942)
- Cradle Song for Eleanor (1942)
- Serenade voor tenor, hoorn en strijkers, op. 31 (1943)
- Now sleeps the crimson petal (1943)
- The Holy Sonnets of John Donne (1945)
- A charm of lullabies (1947)

### Composities voor orkest
- Two Portraits, no. 1: ‘David Layton’, voor strijkorkest; no.2: ‘E.B.B.’, voor altviool en orkest, 1930;
- Double Concerto, voor altviool, viool en orkest, 1932;
- Sinfonietta, op. 1, voor kamerorkest, 1932;
- Simple Symphony, op. 4, voor strijkers, 1933-4;
- Russian Funeral, voor kopers en percussie, 1936
- Our hunting fathers, op. 8 (tekst van W.H. Auden), symfonische cyclus voor sopraan of tenor en orkest, 1936;
- Soirées musicales, op.9 [naar thema's van Gioacchino Rossini], 1936;
- Variaties op een thema van Frank Bridge op. 10, voor strijkers, 1937;
- Mont Juic, op. 12 [naar Catalaanse dansen], 1936-1937, in samenwerking met Lennox Berkeley;
- Pianoconcert, op. 13, 1938;
- Les illuminations, op. 18 (naar Arthur Rimbaud), liedercyclus voor sopraan of tenor en strijkers, 1939;
- Vioolconcert, op. 15, 1939, revisie 1958;
- Young Apollo, op. 16, voor piano en strijkers, 1939;
- Canadian Carnival, op. 19 (Kermesse canadienne), 1939;
- Sinfonia da requiem, op. 20, 1940;
- Diversions, op. 21, voor piano (linkerhand) en orkest, 1940, revisie 1954;
- Matinées musicales, op. 24 [naar thema’s van Rossini], 1941;
- Scottish ballad, op. 26, voor 2 piano’s en orkest, 1941;
- An American overture, oorspronkelijk op. 27
- Prelude en fuga voor achttienstemmig strijkorkest, op. 29, 1943;
- Serenade voor tenor, hoorn en strijkers, op. 31, 1943;
- Four sea interludes, op. 33a;
- Passacaglia from Peter Grimes, op. 33b;
- The young person's guide to the orchestra, op. 34 (Variations and fugue on a theme of Purcell), 1946;
- Occasional overture, op. 38, 1946;
- Lachrimae, op. 48a, voor altviool en strijkers, 1946;
- Symphonic suite from Gloriana, op. 53a, 1954;
- Pas de six from Gloriana, op. 57a, 1957;
- Nocturne, op. 60, voor tenor, 7 soloinstrumenten en strijkorkest, 1958;
- Cello Symphony, op. 68, 1963;
- Suite on English Folk tunes "A time there was", op. 90, voor kamerorkest, 1966-75
- Phaedra, op. 93 (naar Racine), voor mezzosopraan, slagwerk, cello, klavecimbel en strijkorkest, 1975

### Muziek bij documentaires en films
- Night Mail
- The Tocher
- The King's Stamp
- Negroes (filmmuziek bij God's Chillun)
- The Way to the Sea
- Telegrams
- Peace of Britain
- Men behind the Meters
- Coal Face
- When You're Feeling

- Bibsys: 90089887
- Biblioteca Nacional de España: XX834253
- Bibliothèque nationale de France: cb13891862t (data)
- Catàleg d'autoritats de noms i títols de Catalunya: 981058521642806706
- CiNii: DA03802632
- Gemeinsame Normdatei: 118515527
- International Standard Name Identifier: 0000 0001 2118 1099
- Library of Congress Control Number: n79105791
- Nationale Bibliotheek van Letland: 000020508
- MusicBrainz: 49ae5227-605a-47a8-9b8e-cd89bf01a97c
- Bibliotheek van het Japanse parlement: 00434409
- Nationale Bibliotheek van Tsjechië: jn19990001103
- Nationale bibliotheek van Australië: 35022233
- Nationale Bibliotheek van Israël: 987007259032005171
- Nationale Bibliotheek van Polen: a0000001212784
- Nationale en Universitaire bibliotheek Zagreb: 000012721
- Nederlandse Thesaurus van Auteursnamen: 06969043X
- Réseau des bibliothèques de Suisse occidentale: 02-A000023094
- Istituto Centrale per il Catalogo Unico: TO0V074426
- LIBRIS: 179223
- SNAC: w6dv1hwd
- Système universitaire de documentation: 030406765
- Trove: 796303
- Union List of Artist Names: 500290749
- Virtual International Authority File: 2655519
- WorldCat: E39PBJv8FjVyGtymD7gHYpctrq